# Myrmecoridea
Myrmecoridea is een geslacht van wantsen uit de familie van de Miridae (Blindwantsen). Het geslacht werd voor het eerst wetenschappelijk beschreven door Bertil Robert Poppius in 1921.

## Soorten
Het genus is monotypisch en bevat alleen de volgende soort:

- Myrmecoridea gracillima Poppius, 1921